# نیک محمد (بازیگر)
نیک محمد (انگلیسی: Nick Mohammed؛ زادهٔ ۲ اکتبر ۱۹۸۰) بازیگر، کمدین، نویسنده اهل بریتانیا است. وی از سال ۲۰۰۶ میلادی تاکنون مشغول فعالیت بوده‌است.
از فیلم‌ها یا برنامه‌های تلویزیونی که وی در آن نقش داشته‌است می‌توان به بچه بریجت جونز، مریخی، فندقشکن و چهار قلمرو، پوشش عمیق و تد لاسو اشاره کرد.